# Szentlőrinc
Szentlőrinc − miasto na Węgrzech, w Komitacie Baranya, siedziba władz powiatu Szentlőrinc.